# Katreusz
Katreusz görög mitológiai alak, Minósz és Pasziphaé fia, Kréta királya.
Titkos jóslat figyelmeztette, hogy egyik gyermeke megöli majd. Egy fia, Althaimenész és három leánya, Apemoszüné, Aeropé és Klümené született.
Fia és Apemoszüné tudomást szerzetek a jóslatról, ezért Rodoszra költöztek, hogy ne teljesedhessen be. Másik két lányát Katreusz maga távolíttatta el otthonukból, Naupliosz argoliszi királyra bízta őket, hogy adja el rabszolgának. Klümenét végül maga Naupliosz vette feleségül, Aeropét pedig Pleiszthenész, Atreusz fia vagy más változatokban Atreusz.
Öreg korában aztán a király úgy döntött, fiára hagyja országát. Ennek érdekében Rodoszra utazott. A helyi pásztorok kalóznak nézték és megkövezték.  Katreusz megpróbálta elmagyarázni kilétét, de a juhászkutyák olyan hangosan ugattak, hogy mellettük semmit nem lehetett hallani. A kegyelemdöfést épp fia adta a királynak. Temetésén részt vett unokája, Menelaosz. E távolléte alatt rabolta el feleségét, Szép Helenét Parisz.